# 朱利歐·徹撒雷·波列李奧
朱利歐·徹撒雷·波列李奧（義大利語：Giulio Cesare Polerio；1548年—1612年），是義大利的西洋棋理論家與棋士，出生地是拿坡里王國的蘭恰諾（現為基耶蒂省蘭洽諾鎮）。他編寫的七本西洋棋典籍，可視為西洋棋理論的雛形。